# 五一镇 (车里雅宾斯克州)
五一镇（羅馬化：Pervomayskiy）是俄罗斯车里雅宾斯克州的市级镇，为该州科尔基诺区两座市级镇中规模较小的一座。地处车里雅宾斯克州中东部，位于区行政中心科尔基诺西侧、州府车里雅宾斯克西南侧。设有铁路车站克卢布尼卡站，位于波列塔耶沃－叶曼热林斯克线上。经车里雅宾斯克、特罗伊茨克通往俄哈边境的A310公路从该镇东侧不远处经过。
该地2022年人口有10,446人；2010年人口10,645；2002年人口10,759；1989年人口10,101。